# Hollókő
Hollókő (phát âm tiếng Hungary: [ˈholloːkøː]) là một làng của bộ tộc thiểu số Palóc ở Hungary. Tên Hollókö trong tiếng Hungary có nghĩa là "đá đen nhánh". Ngôi làng đã được UNESCO công nhận là Di sản thế giới từ năm 1987.

## Vị trí
Làng Hollókö nằm trong tỉnh hạt Nógrád, khoảng 91,1 km về phía đông bắc thành phố Budapest, thủ đô của Hungary. Làng này nằm trong thung lũng của dãy núi Cserhát, có các ngọn núi thấp bao quanh. Môi trường thiên nhiên được bảo vệ.

## Lịch sử
Vào giữa thế kỷ 13, sau cuộc xâm lược của người Mông Cổ, việc xây dựng lâu đài Hollókő bắt đầu như một cách để bảo vệ khu vực trước các cuộc tấn công trong tương lai. Vào thời điểm này, khu vực xung quanh Hollókő do gia tộc Kačić nắm quyền. Lâu đài lần đầu tiên được nhắc đến trong các ghi chép vào năm 1310. Ngôi làng ban đầu được xây dựng ngay bên dưới các bức tường của lâu đài. Người Ottoman chiếm được lâu đài vào năm 1552 và trong 150 năm tiếp theo, sự kiểm soát luân phiên giữa các lực lượng Ottoman và Hungary. Vào cuối thời kỳ Ottoman, lâu đài và ngôi làng cuối cùng đã bị bỏ hoang và ngôi làng hiện tại ở dưới.

## Các thắng cảnh
- Phần của làng được bảo vệ – đường Lajos Kossuth và Sándor Petöfi, 67 ngôi nhà
- Bảo tàng của làng
- Bảo tàng Bưu điện
- Bảo tàng Búp bê
- Bảo tàng in thủ công
- Nhà khiêu vũ dân gian
- Ngôi nhà của những người thợ dệt
- Nhà thờ Công giáo La Mã Thánh Martin
- Lâu đài Hollókő

## Hình ảnh

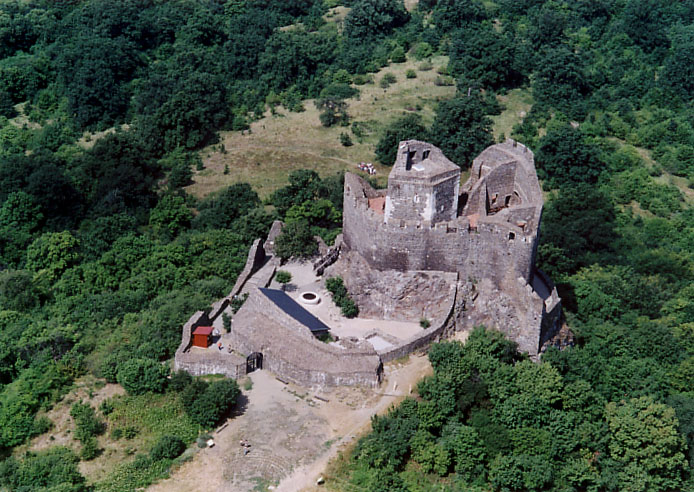
Lâu đài Hollókő
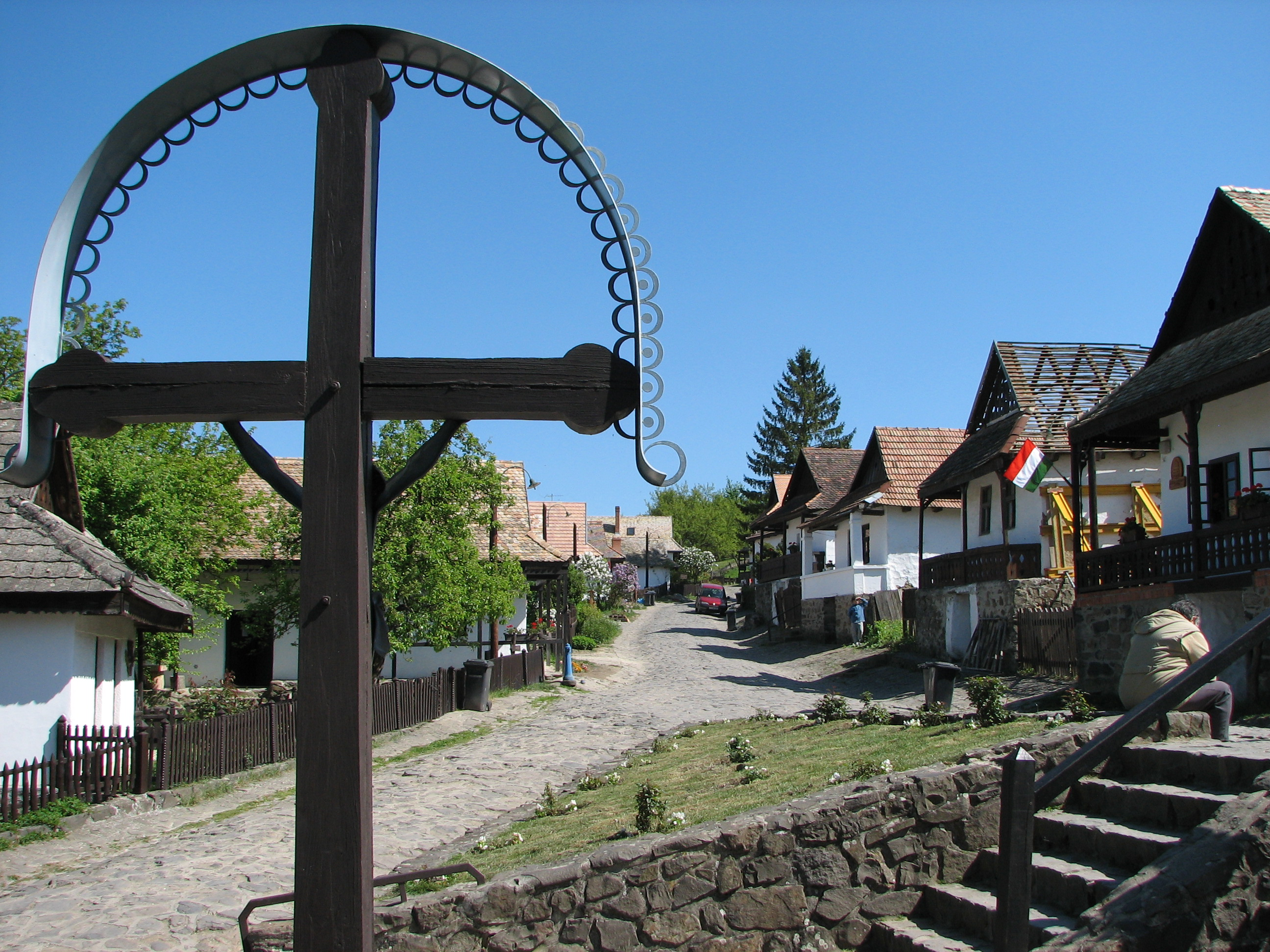
Làng Hollókő
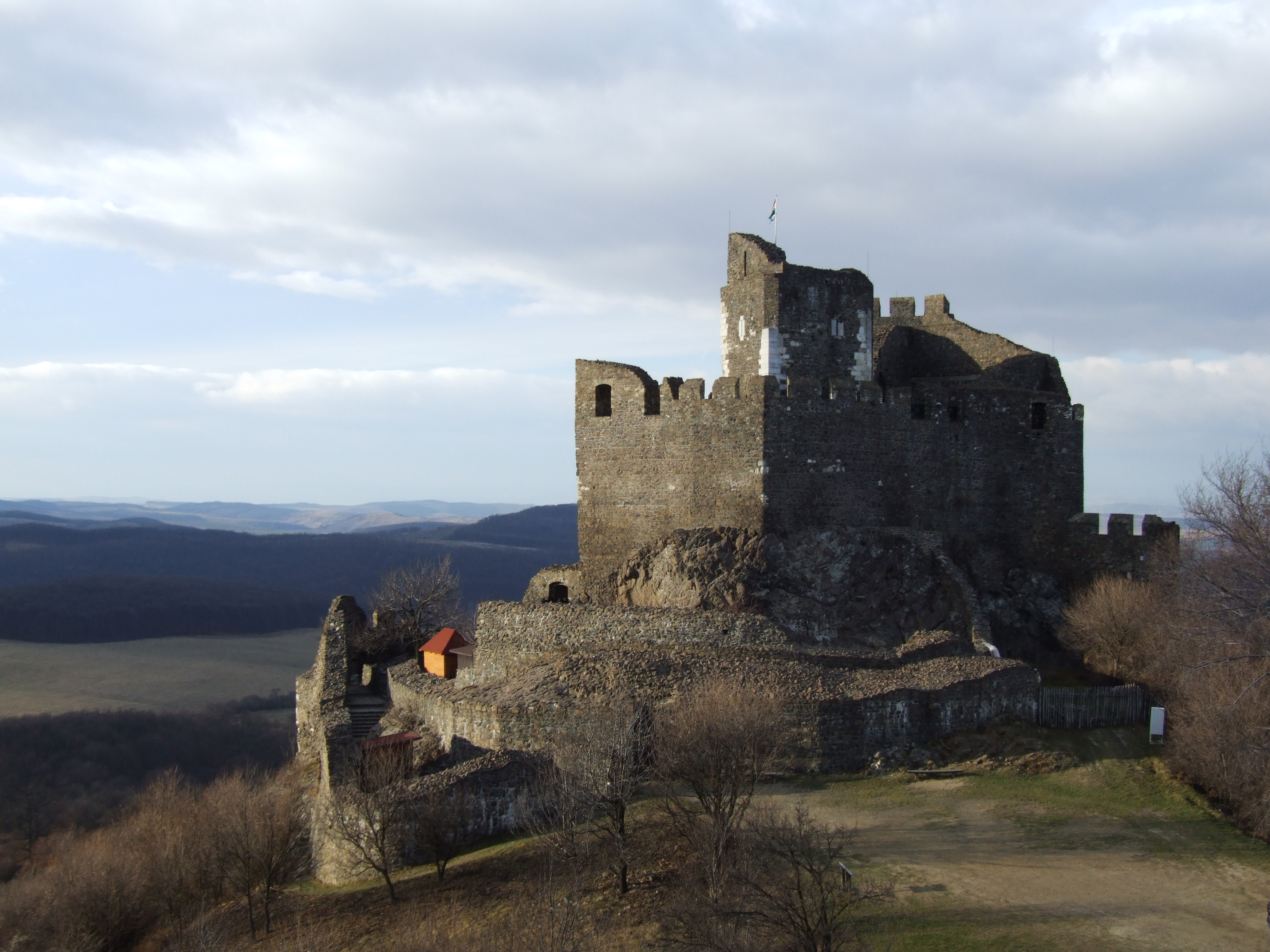
Lâu đài Hollókő
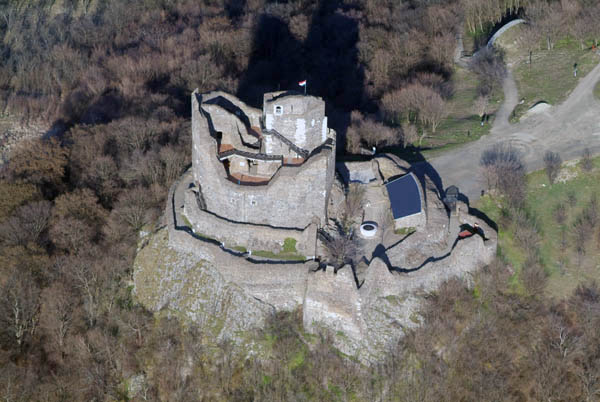
Toàn cảnh lâu đài